# Nikolski Torzjok
Nikolski Torzjok (Russisch: Никольский Торжок) is een plaats in de rayon Kirillovski in de Oblast Vologda. Nikolski Torzjok ligt op een afstand van 102 kilometer van de regionale hoofdstad Vologda.
In de 15e en 16e eeuw werd de nederzetting Nikolski beschreven: "binnen de nederzetting de kerk van Sint Nikolai". In de lijst met plaatsen in het midden van de 19e eeuw werden echter twee namen voor de nederzetting gegeven. De officiële naam was Nikolski Pogozd en de informele naam Nikolski Torzjok. Het tweede deel van de informele naam Torzjok, refereert aan het oude woord voor 'markt', 'bazaar' of 'plaats waar je iets koopt en verkoopt'. In de 19e eeuw was de officiële naam in onbruik geraakt en volledig vervangen door de naam Nikolski Torzjok.